# Phoebodus
Phoebodus (лат.) — вымерший род пластиножаберных рыб отряда Phoebodontiformes. Более дюжины видов, обитавших со среднего по поздний девонский период, найдены по всему миру. Большинство видов известны только по изолированным трёхстворчатым зубам, но один — Phoebodus saidselachus из позднего девона Марокко — известен по полному скелету и достигал при жизни около 1,2 м в длину. Судя по скелету, рыба обладала стройным телом, похожим на современных плащеносных акул. Зубы Phoebodus и плащеносных акул также схожи морфологически и приспособлены для хватания добычи. Вероятно, Phoebodus предпочитали мелкую добычу, которую можно было проглотить целиком.

## Виды

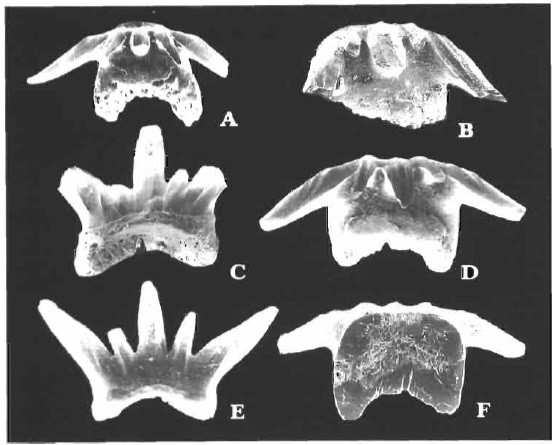
Зубы различных видов Phoebodus

Согласно Ivanov, 2021 в состав рода входят следующие виды:
- Phoebodus sophiae St. John & Worthen, 1875 (типовой вид) — Австралия, Иран, Мавритания, Польша, Испания, Португалия, США (Индиана, Айова, Нью-Йорк), Россия (Сибирь). Средний девон (живетский ярус);
- Phoebodus fastigatus Ginter & Ivanov, 1992 — Австралия, Мавритания, Марокко, Россия (Урал), Польша, Испания, США (Нью-Йорк, Айова, Юта, Индиана). Средний-поздний девон (живетский-верхний франский ярусы);
- Phoebodus curvatus Ivanov, 2021 — Россия (Урал), Польша, Австралия. Средний-поздний девон (верхний живетский-верхний франский ярусы);
- Phoebodus latus Ginter & Ivanov, 1995 — Австралия, Россия (Урал, Сибирь), Польша, Иран. Средний-поздний девон (верхний живетский-верхний франский ярусы);
- Phoebodus bifurcatus Ginter & Ivanov, 1992 — Австралия, Китай, Мавритания, Иран, Польша, Чехия, Бельгия, США (Юта), Россия (Урал). Поздний девон (верхний франский ярус);
- Phoebodus typicus Ginter & Ivanov, 1995 — Австралия, Марокко, Иран, Россия (Урал, Сибирь). Поздний девон (нижний-средний фаменский ярус), морфы P. cf. typicus найдены в среднем фаменском ярусе Беларуси и Армении и в верхнем фаменском ярусе Сибири;
- Phoebodus rayi Ginter & Turner, 1999 — Австралия, Канада, Иран. Поздний девон (нижний-средний фаменский ярус), морфы P. cf. typicus найдены на нижней границе верхнего фаменского яруса в Иране и Литве;
- Phoebodus turnerae Ginter & Ivanov, 1992 — Алжир, Армения, Беларусь, Бельгия, Иран, Польша, Марокко США (Аляска). Поздний девон (фаменский ярус);
- Phoebodus gothicus Ginter, 1990 — Россия (Урал), Иран, Армения, Алжир, Марокко, Германия, Франция, Польша, США (Огайо, Юта, Айова), южный Китай. Поздний девон (фаменский ярус);
- Phoebodus depressus Ginter, Hairapetian & Klug, 2002 — Алжир. Поздний девон (нижний-средний фаменский ярус), P. cf. depressus найден в Иране;
- Phoebodus saidselachus Frey et al. 2019 — Марокко. Поздний девон (нижний-средний фаменский ярус);
- Phoebodus limpidus Ginter, 1990 — Италия, Южный Китай, Россия (Урал, Северный Кавказ), Марокко, Польша, Франция, Германия, США (Невада, Вайоминг, Юта). Поздний девон (средний-верхний фаменский ярус);
- Phoebodus politus Newberry, 1889 — США (Огайо). Поздний девон (верхний фаменский ярус).

Предполагаемые триасовые виды, такие как «Phoebodus» brodiei и «Phoebodus» keuperinus теперь рассматриваются внутри рода Keuperodus из семейства Jalodontidae.